# Рејмонд (Алберта)
Рејмонд (енгл. Raymond) је варошица на крајњем југу канадске провинције Алберта, у оквиру статистичке регије Јужна Алберта. Налази се јужно од града Летбриџа, на деоници локалног пута 53. 
Насеље је 1901. основао рударски магнат и индустријалац Џеси Најт који је насељу дао име по свом сину Рејмонду. Насеље је већ 1902. добило статус села а 13 месеци касније и статус варошице.
Према подацима пописа становништва из 2011. у варошици је живело 3.743 становника, што је за 16,1% више у односу на 3.225 житеља колико је регистровано на попису из 2006. године.

Све до 2006. у варошици је постојао будистички храм који је те године пресељен у Летбриџ.
Од оснивања 1902. у Рејмонду се традиционално сваког лета одржавају такмичења у родеу, и то је уједно прво организовано такмичење у родеу на територији Канаде. У варошици је 1943. основан први џудо клуб на територији Алберте. 

## Становништво
| 2006. | 2011. |
| ----- | ----- |
| 3.205 | 3.743 |